# Кармелюкове Поділля
Націона́льний приро́дний парк «Кармелюко́ве Поді́лля» — природоохоронна територія на території Тростянецького та Чечельницького районів Вінницької області.

## Історія
Парк створено згідно з Указом Президента України Віктора Ющенка 16 грудня 2009 року з метою збереження, відтворення та раціонального використання унікальних природних і історико-культурних комплексів Південного Поділля, що мають важливе природоохоронне, наукове, історико-культурне, естетичне, рекреаційне та оздоровче значення.
До території національного природного парку «Кармелюкове Поділля» погоджено в установленому порядку включення 2023,4 гектара земель державної власності, в тому числі 16518 гектарів земель, які вилучаються у державного підприємства «Чечельницький лісгосп» та надаються національному природному парку в постійне користування, і 3685,4 гектара земель, що включаються до його складу без вилучення.
При обстеженні території області з метою виділення перспективних місць для створення Національного парку увагу привернула південно-східна частина Вінниччини, що межує з Одещиною — південь Чечельницького та Тростянецького районів. У 80-х роках обстеження цього регіону співробітниками Вінницького краєзнавчого музею та Інституту ботаніки ім. М. Г. Холодного довело, що територія на півдні Поділля характеризується мальовничістю своєрідних ландшафтів, багатством флори та фауни.
Тут було запропоновано створення декількох заказників (що було реалізовано на початку 90-х років) та в перспективі —
створення Південноподільського заповідника. Аналіз наявних авторських, літературних та картографічних матеріалів довів доцільність створення на цій території саме Національного парку, який запропонували назвати «Південне Поділля».
Територія проєктованого Національного парку була виділена за наступними критеріями:
1) об’єкт має унікальне значення для збереження біологічного та ландшафтного різноманіття; генофонду рідкісних та типових рослин;
2) територія розташована на перетині Бузького меридіонального та Галицько-Слобожанського (лісостепового) широтного коридорів;
3) максимальне використання при його створенні природних меж (такими межами є долина р. Савранки та її невеликої притоки на північному сході, межі великих лісових масивів на заході, південною межею є границя із Одеською областю від с. Рибки на заході до с. Берізки-Чечельницькі на сході;
4) наявність історико-культурних цінностей.

## Положення в системах фізико-географічного та геоботанічного районування

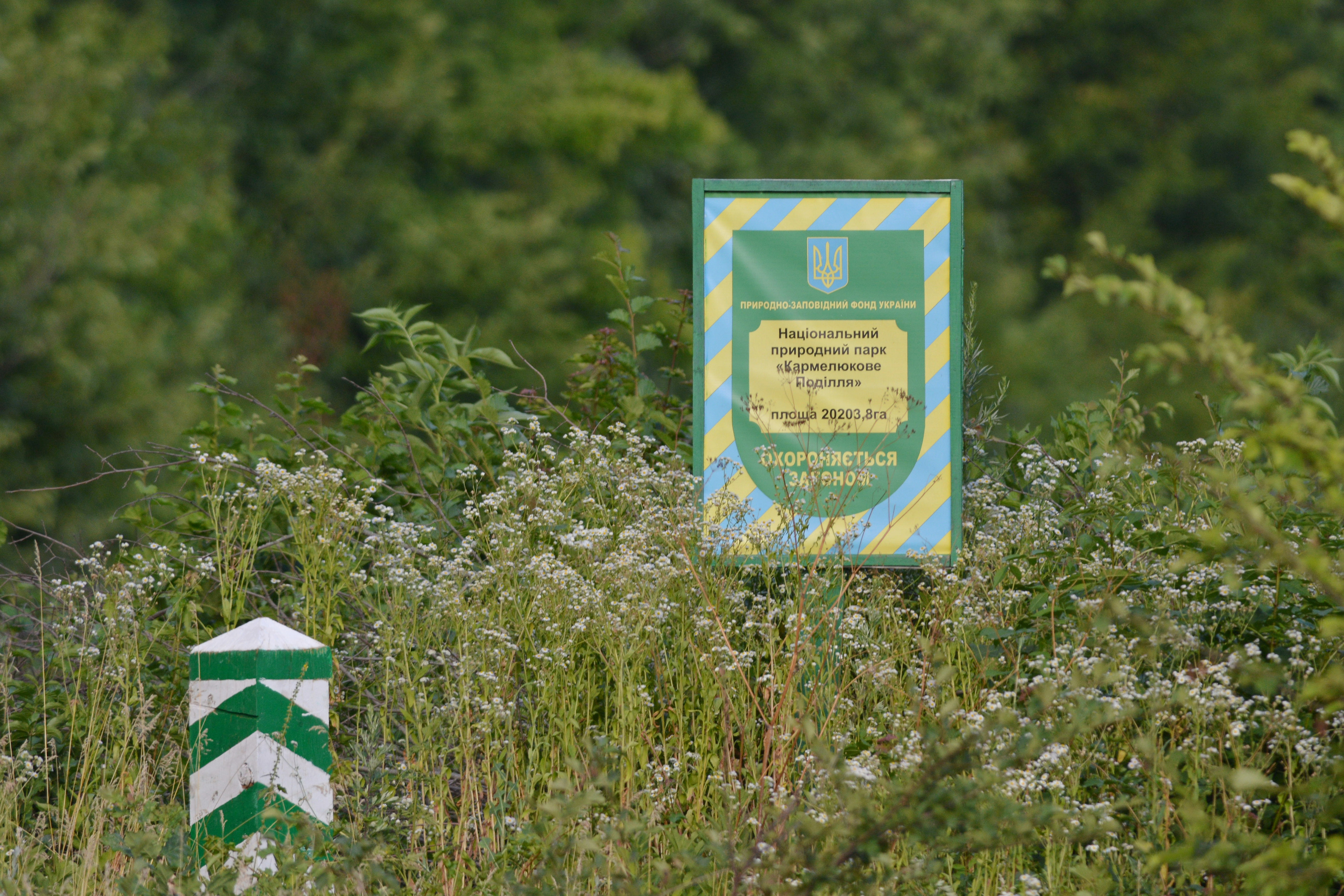

За фізико-географічним районуванням більша частина території національного природного парку розташована в Кодимо-Савранському районі Південно-Подільської височинної області (за районуванням 1968 р. — Південної лісостепової області Подільської височини) Дністровсько-Дніпровської лісостепової провінції лісостепової зони.
За геоботанічним районуванням, ця територія належить до Подільсько-Середньопридніпровської підпровінції Східноєвропейської провінції Європейсько-Сибірської лісостепової області (знаходиться в Кодимо-Савранському районі скельнодубових та звичайнодубових лісів та південного варіанта лучних степів
Ямпільсько-Ананьївського округу дубових лісів із дубів скельного та звичайного, лучних степів і рослинності вапнякових відслонень. За геоботанічним районуванням (2003р.) територія національного природного парку «Кармелюкове Поділля» належить до Євразійської степової області, Лісостепової підобласті, Східноєвропейської лісостепової підпровінції дубових лісів, остепнених лук та лучних степів, Української лісостепової підпровінції і знаходиться в Південноподільському окрузі дубових лісів та лучних степів.

## Геологічна будова та геоморфологія
Територія національного природного парку "Кармелюкове Поділля" знаходиться на південному схилі Українського кристалічного щита. Кристалічні породи розташовані на глибині біля 100 м, ближче до поверхні вони підходять лише у північній частині території. Кристалічні породи перекриті крейдовими, неогеновими (вапняки, піщано-глинисті відклади, піски) та антропогеновими (червоно-бурі глини, лесовидні суглинки) відкладами. На території парку знаходиться північний край так званої Балтської акумулятивної (дельтової) рівнини, яка в геоморфологічному районуванні виділяється в ранзі провінції.
Рельєф дуже почленований, сильно розвинені яруго-балкові системи. Межиріччя простягаються із заходу і північного заходу на схід і південний схід у вигляді смуг шириною у кілька кілометрів. Схили їх — круті (нерідко крутизна досягає 20°). Абсолютні висоти — до 280 м, мінімальні (в долині р. Савранки) — 130 м. Долини, і в тому числі заплави річок — добре розроблені, широкі (ширина, заплави р. Савранки досягає 1 км), зустрічаються надзаплавно-терасові місцевості з алювіальними відкладами. Найбільшими річками є Савранка (площа басейну 1767 км², довжина 98 км) і Дохна (площа басейну 1280 км², довжина 74 км) — обидві є правими притоками Південного Бугу, в межах території парку ці річки знаходяться, в основному, своєю верхньою течією.

## Клімат
Середня температура липня — +21 °С, січня - -5°С. Безморозний період триває 170-180 днів; тривалість періоду з температурою понад 5°С — біля 210 днів, а вище 10°С — біля 170 днів. Сума активних температур — 2800-2900°С. Тривалість періоду зі сніговим покривом — 50-55 днів. Середня річна кількість опадів — 460 мм. Найбільше опадів випадає у червні та липні, переважно у вигляді злив, що сприяє водній ерозії території. Клімат, в цілому, типовий для Лісостепу.

## Ґрунти
На плакорах зустрічаються сірі лісові і темно-сірі лісові ґрунти, чорноземи опідзолені, чорноземи вилуговані і чорноземи типові. Сірі лісові і темно-сірі лісові ґрунти (а в значній мірі — і чорноземи опідзолені) зайняті переважно лісовою рослинністю під якою вони і сформувалися. Чорноземи вилуговані і чорноземи типові (за іншою класифікацією — чорноземи глибокі мало і середньогумусні, в тому числі вилуговані) — ґрунти лучно-степових екосистем, на даний час в основному розорані. В балках часто зустрічаються лучно-чорноземні ґрунти.
Характерним для регіону є важкосуглинистий механічний склад ґрунтів. Такі ґрунти мають низьку водопроникність, що разом із зливовим характером опадів, призводить до великого поверхневого стоку і водної ерозії, з таким механічним складом пов’язані також високий рівень ґрунтових вод і процеси оглеєння.
На надзаплавних терасах фрагментарно зустрічаються чорноземи і дернові ґрунти на супіщаних породах.

## Рослинний покрив

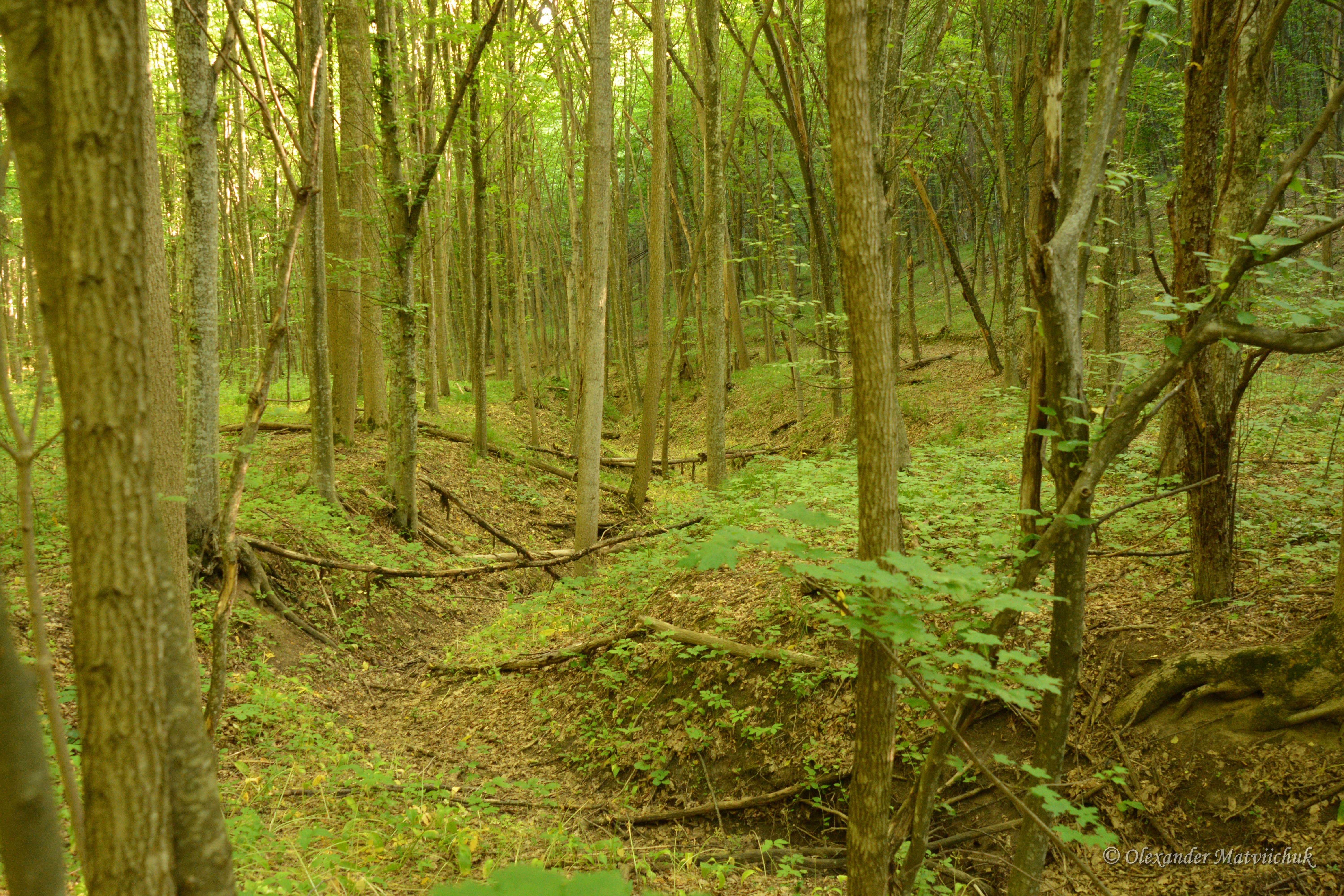
Бритавський ліс

В рослинному покриві Національного природного парку переважає лісова рослинність. Найбільше значення мають лісові масиви Червоногреблянського, Стратіївського, Дохнянського та Бритавського лісництв Чечельницького держлісгоспу. Ліси  парку «Кармелюкове Поділля» характеризуються багатством дендрофлори. Домінують дуб звичайний, дуб скельний, ясен високий, клен гостролистий, клен польовий, липа серцелиста, у доміші -   явір та черешня, що знаходяться на східній межі ареалу, а також в’язи — гірський, листуватий та пробковий, яблуня лісова та яблуня рання, груша звичайна.
Значну наукову і практичну цінність мають скельнодубові насадження, де зустрічається субсередземноморський вид - берека, Такі насадження відсутні на території інших  заповідних об’єктів України. Підлісок складають клен татарський, свидина криваво-червона, ліщина, шипшина собача, глід кривостовпчиковий, гордовина. Особливу цінність мають близькі до корінних насадження із переважанням в підліску кизилу, що займають в національному парку значні площі, такі ценози слабо представлені в природно-заповідному фонді України.

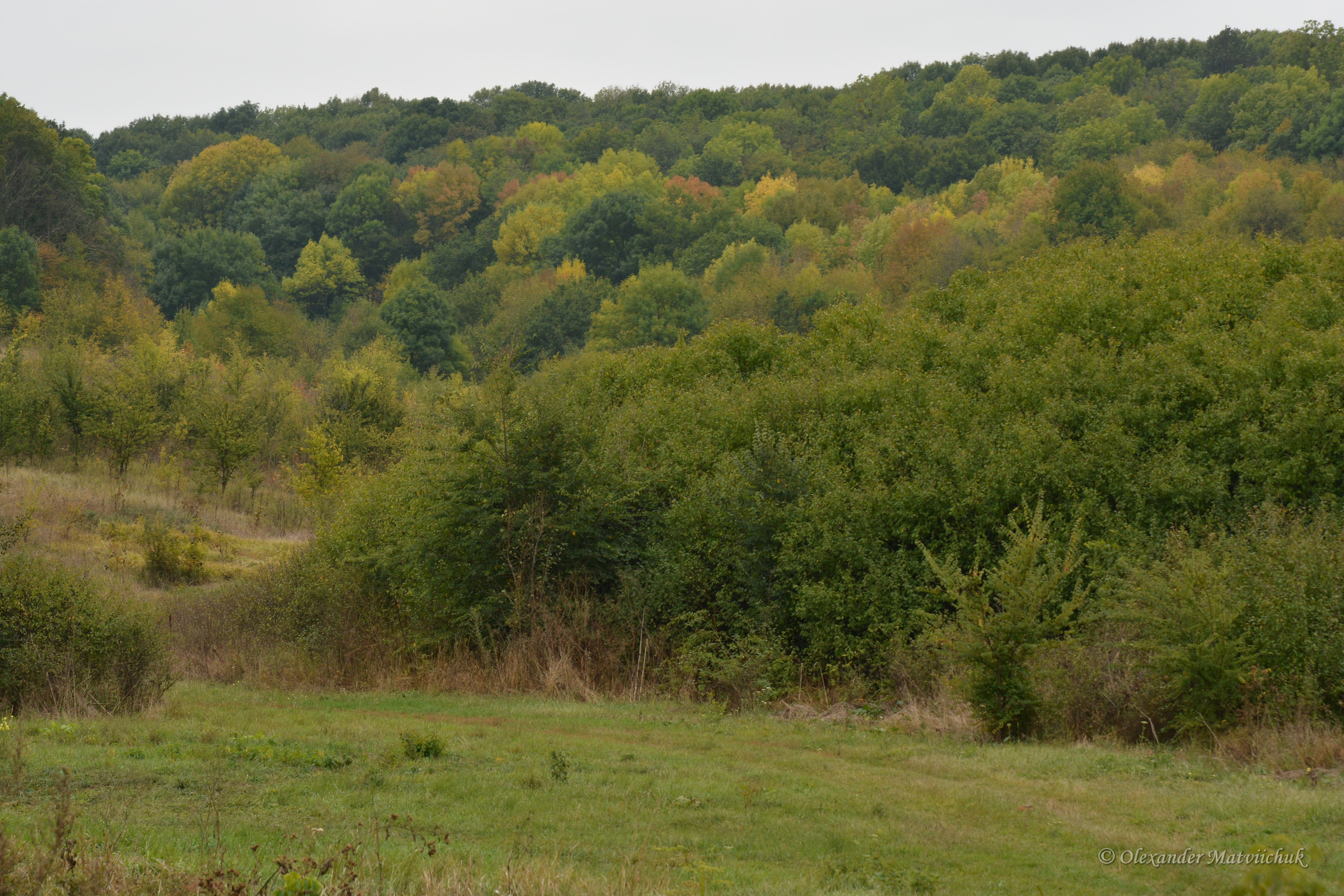

Основною лісовою формацією є дубово-грабові ліси. Вони вкривають схили балок, утворюючи типовий екологічний ряд. На вирівняних ділянках переважають зеленчукові, рідкотравні, зірочникові угруповання, на схилах - волосистоосокові. В широких плескатих днищах - ценози з переважанням кропиви жабрійолистої та цибулі ведмежої. Останні, рідкісні для України, угруповання трапляються по днищах всіх лісових масивів. Вони простягаються широкими смугами і місцями займають значні площі. Ці угруповання з цибулею ведмежою (левурдою) у травостої занесені до «Зеленої книги України» (1987 р.).
У Парку трапляються такі рослинні угруповання із «Зеленої книги України»: 1. Група асоціацій дубових лісів із дуба скельного кизилових; 2. Група асоціацій дубових лісів із дуба звичайного кизилових; 3. Група асоціацій дубових лісів із дуба звичайного татарськокленових; 4. Асоціація дубового лісу із дуба звичайного свидиново-парвськоосокового; 5. Асоціація грабово-дубового лісу із дуба звичайного плющового та грабово-дубового лісу із дуба звичайного маренково-плющового; 6. Асоціація грабово-дубового лісу волосистоосокового та грабово-дубового лісу яглицевого; 7. Асоціація мішаних лубових лісів із дуба звичайного ведмежоиибулевих.

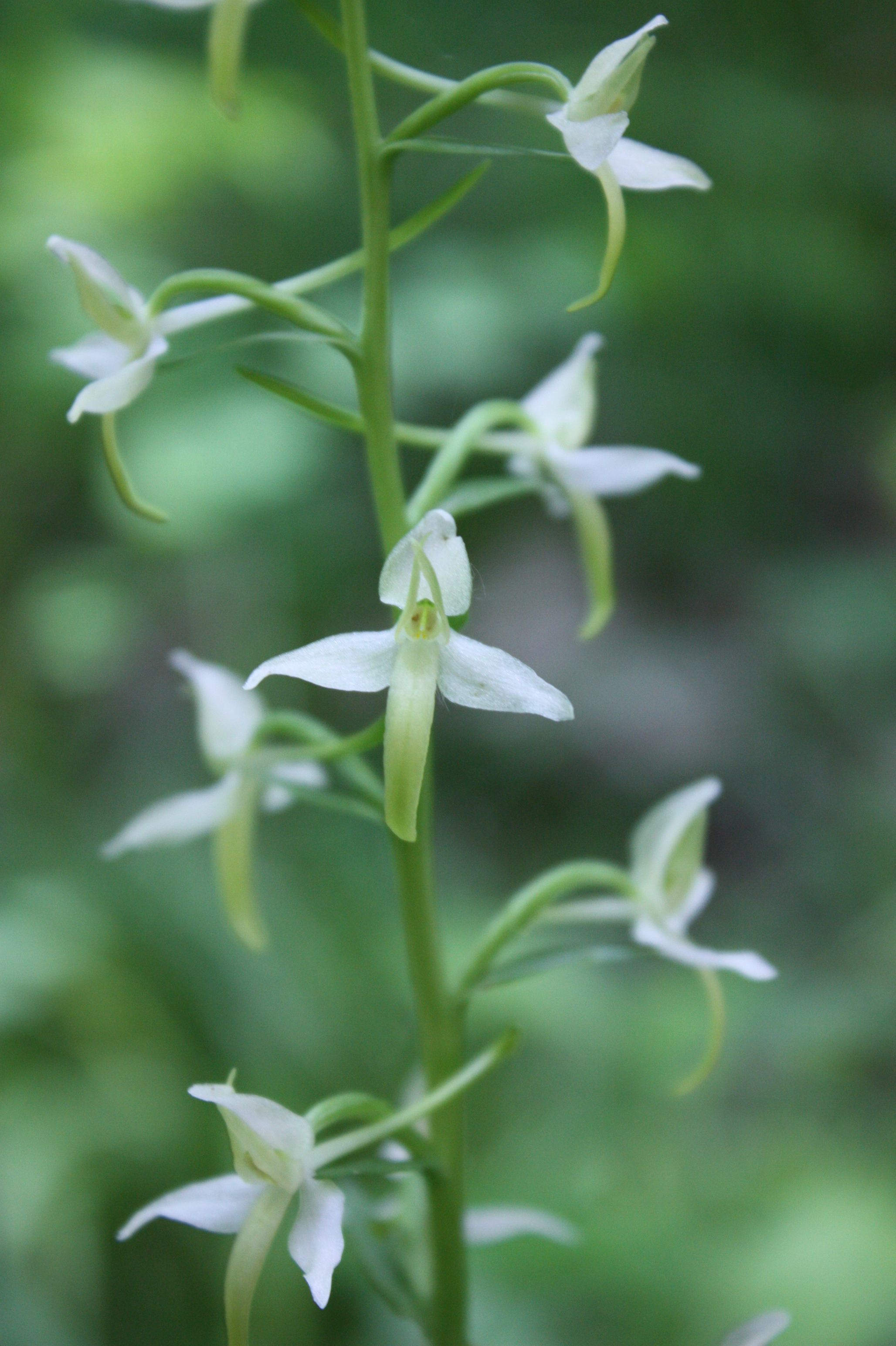
Любка дволиста

Ліси відзначаються багатим флористичним складом. Перший ярус представлений переважно дубом з  участю ясена, явора, клена гостролистого, черешні, нерідко дуба скельного; другий - грабом (з участю клена польового, липи, береки). У зв’язку з великою затіненістю підлісок має фрагментарний характер, в ньому переважають лішина, черемха, бузина чорна, бруслина європейська, На схилах південної експозиції в угрупованнях із дуба скельного та дуба звичайного зустрічаються підлісок із кизилу з участю калини-гордовини. Особливої уваги заслуговують ділянки, де надземний ярус утворює плющ. Плющові угруповання характерні для Західної та Південної Європи, знаходяться тут у відокремленому локалітеті на схід від границі ареалу. До рідкісних асоціацій належать і лісові ділянки з переважанням у наземному ярусі барвінку - особливо багато їх у Червоногреблянському лісництві (кв.36, 51, 52,60,61,69) та конвалії травневої, яка місцями переважає у травостої на вирівняних ділянках.
Характерною особливістю лісів, що обумовлюють їх високу наукову цінність, є наявність добре виявленого ядра неморальних субсередземноморсъких, в тому чисті балканських видів. До таких видів, які знаходяться на цій території на східній та північно-східній межі суцільного ареалу або в локалітетах на схід від границі суцільного поширення, належать у деревостані дуб скельний, берека, в підліску — кизил, калина гордовина, плющ, в травостої — фіалка біла, арум бессера, півники злаколисті, перлівка одцоквіткова, шоломниця висока, заячий холодок тонколистий, горобейник пурпурово-голубий, молочай мигдалолистий, осока парвська. Остання поширена на вирівняних ділянках, здебільшого по краях лісових масивів. Субсередземноморські та центральноєвропейські види виявлені і у весняній флорі масивів, значні площі тут займають синузії підсніжника білосніжного, рівноплідника рутвицелистого, наявні куртини сону великого (Бритавська дача). Тут також виявлені значні популяції однієї з найбільш рідкісних рослин флори України бруслини карликової, яка є третинним реліктом. Тут вона знаходиться на північній межі ареалу.
Найбільш багаточисленними є види з європейсько-сибірським типом ареалу: медунка темна, яглиця звичайна, дзвоники ріпчасті, любка дволиста. Із видів з циркумнеморальним типом ареалу на території парку зростають щитник чоловічий, ранник вузлуватий, купина широколиста та конвалія.

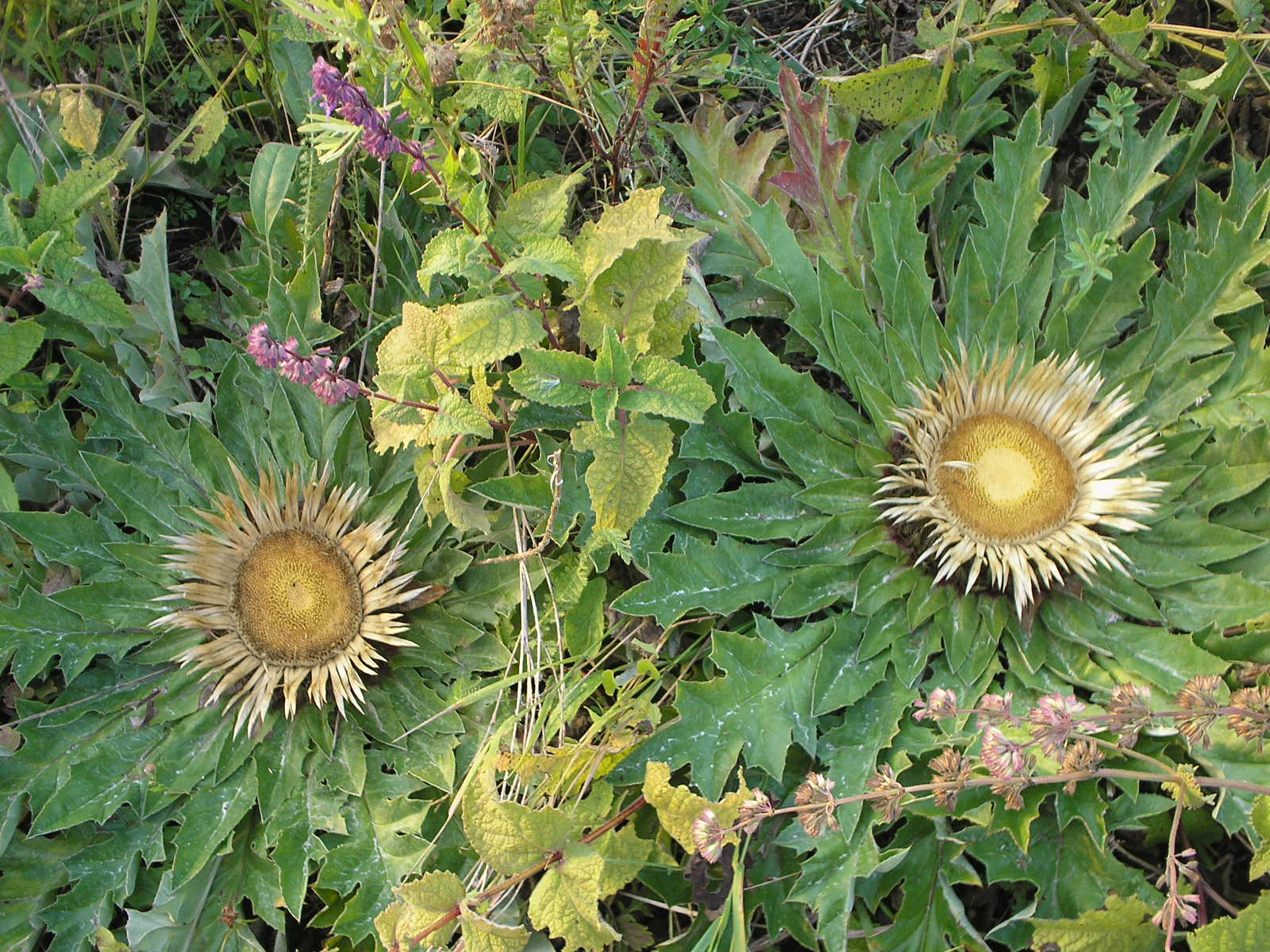
Відкасник татарниколистий

У лісових масивах Парку зростає 28 видів рослин, занесених до Червоної книги України. На особливу увагу заслуговують коручка пурпурова, сон великий, тюльпан дібровний, в'язіль стрункий, відкасник татарниколистий, вишня степова. У флорі парку виявлено ряд регіонально рідкісних видів: ряст Маршала, ломиніс цілолистий, зубниця п'ятилисіа, півники угорські, косарики черепитчасті, лазурник трилопатевий, чемериця чорна, чина паннонська, зірочник гайовий. В лісових масивах та на узліссях виявлений цілий ряд цінних лікарських рослин: звіробій звичайний, первоцвіт весняний, материнка, цмин піщаний, липа, декілька видів чебреців та деревіїв.
Лісові масиви є лише частиною парку, іншою складовою є природні ділянки з лучно-степовою та степовою рослинністю, де зустрічаються такі рідкісні, занесені до Червоної книги рослини, як степова вишня, ковила волосиста, відкасник татарниколистий. Включення таких ділянок до території парку забезпечує збереження цілісності біорізноманіття регіону, підвищує його репрезентативність.
Степова рослинність збереглася на схилах і має лучно-степовий характер (типова для лісостепової зони). Луки займають відносно невелику площу в заплавах річок і по днищах балок. Водно-болотна рослинність приурочена до заплав та русел річок і займає незначну площу.

## Тваринний світ

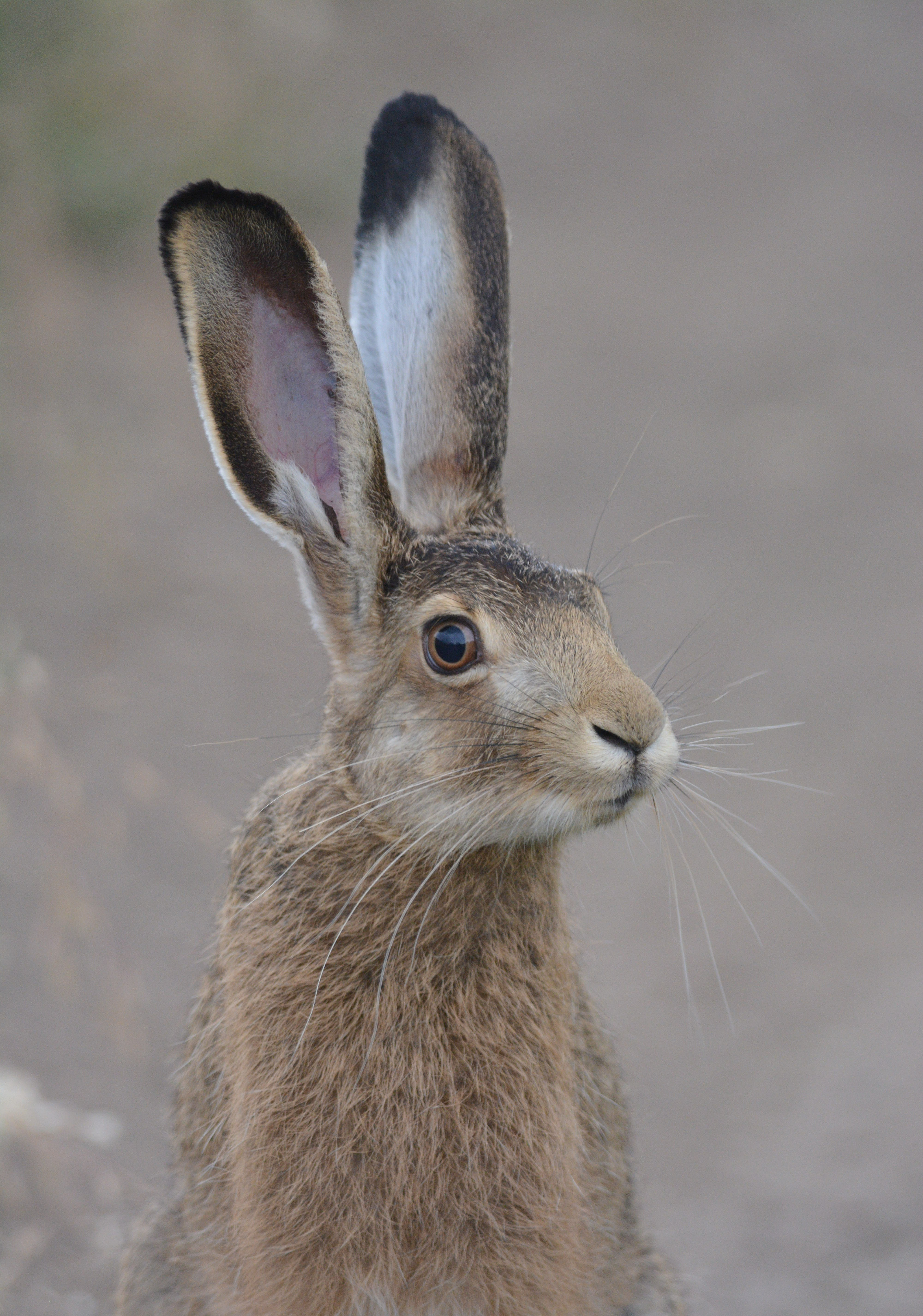
Заєць (Lepus europaeus)

Ядро фауни складають представники лісового та чагарникового комплексів при значній участі видів відкритих просторів (мешканці агроценозів і відкритих схилів ярів та пагорбів), а також синантропних видів.
На території Парку виявлені 26 видів тварин, що занесені до Червоної книги України:

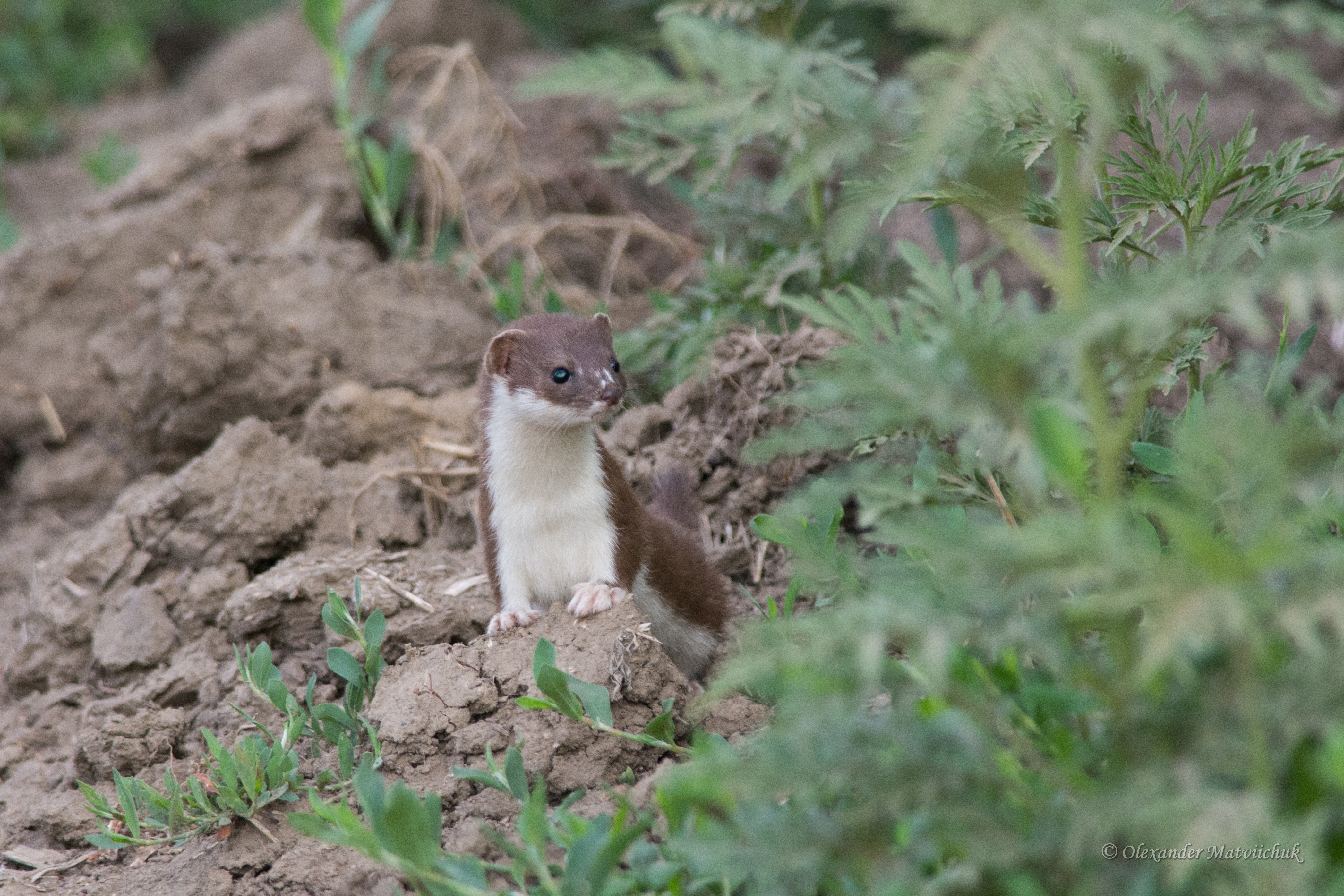
Ласиця (Mustela nivalis)

- Горностай Mustela erminea (Linnaeus, 1758)
- Тхір лісовий Mustela putorius (Linnaeus, 1758)
- Кіт лісовий Felis sylvestris (Schreber, 1777)
- Вечірниця руда Nyctalus noctula (Schreber, 1780)
- Нерозень Anas strepera (Linnaeus, 1758)
- Коловодник ставковий Tringa stagnatilis (Bechstein, 1803)
- Скопа Pandion haliaetus (Linnaeus, 1758)
- Шуліка чорний Milvus migrans (Boddaert,1783)
- Орел-карлик Hieraaetus pennatus (Gmelin, 1788)
- Підорлик малий Aquila pomarina (C.L. Brehm, 1831)
- Лелека чорний Ciconia nigra (Linnaeus, 1758)
- Красуня-діва Calopteryx virgoj (Linnaeus, 1758)
- Дозорець-імператор Anax imperator (Leach, 1815)
- Пилкохвіст український Poecilimon ukrainicus (Bey-Bienko, 1951)
- Ксилокопа фіолетова Xylocopa violacea (Linnaeus, 1758)
- Ксилокопа звичайна Xylocopa valga (Gerstaecker, 1872)
- Андрена золотонога Andrena (Euandrena) chrysopus (Pérez,1903)
- Джміль глинистий Bombus argillaceus (Scopoli, 1763)
- Сфекс рудуватий Sphex funerarius (Gussakovskij, 1934 (=S. rufocinctus)
- Сколія-гігант Scolia maculata (Drury, 1773)
- Жук-олень Lucanus cervus (Linnaeus, 1758)
- Вусач мускусний Aromia moschata (Linnaeus, 1758)
- Подалірій Iphiclides podalirius (Linnaeus, 1758)
- Махаон Papilio machaon (Linnaeus, 1758)
- Мідянка звичайна Coronella austriaca (Laurenti, 1768)
- Ящірка зелена Lacerta viridis (Linnaeus, 1758)

Панівними видами ссавців (без урахування мишоподібних гризунів, які спеціально не вивчались) є заєць сірий, сарна європейська, свиня дика; у помітній кількості представлені кріт, їжак і лисиця звичайна; трапляються тхір лісовий, куниця лісова, вивірка, борсук європейський.

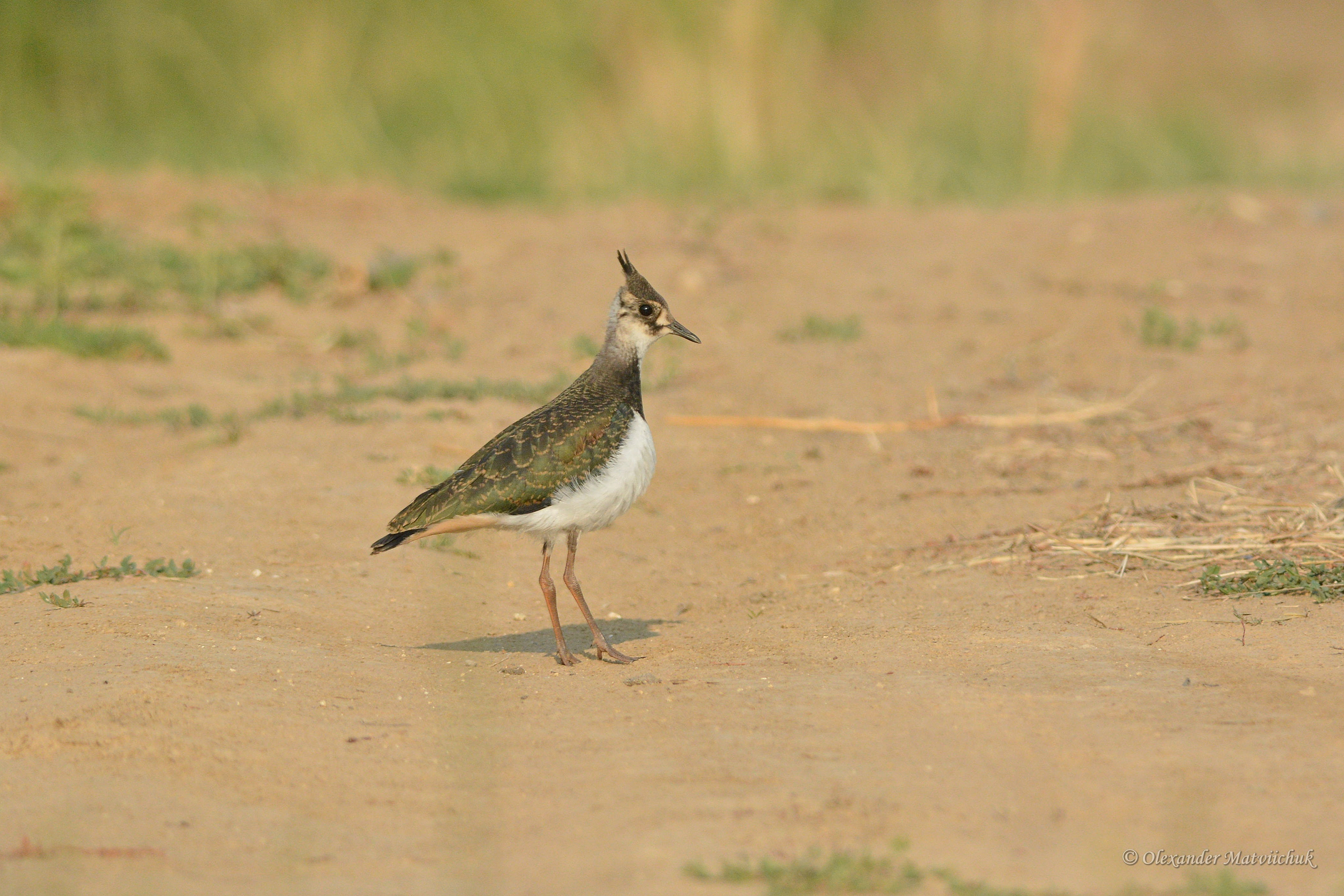
Чайка (Vanellus vanellus)

Орнітофауна парку  багата і різноманітна, особливо на лісових ділянках, де виявлено 64 види гніздуючих птахів. Домінуючими видами в лісових масивах парк у є синиця велика (6,7 %), вівчарик-ковалик (4,5 %), славка чорноголова (3,4 %), а також зяблик, вівчарик жовтобровий, соловейко східний, горобець польовий; звичайними видами є малинівка, дрізд співочий, жулан, повзик, вівсянка звичайна,
щеврик лісовий, зеленяк, іволга, великий і малий строкатий дятли та інші. Із хижих птахів відносно звичайними є канюк і яструб великий; трапляються шуліка чорний та орел-карлик, які занесені до «Червоної книги України».
Фауна плазунів та земноводних вивчена поверхнево. Відомо, що на території парку трапляються вуж звичайний, ящірки прудка та зелена; ймовірно мешкає мідянка, занесена до «Червоної книги України». Земноводні представлені жабами озерною, ставковою, гостромордою і трав’яною, кумкою червонопузою, ропухою зеленою. В річках і ставах парку зарессіровано близько 20 видів риб.
У 2023 році заплановано розведення диких коней.

## Процес створення
Згідно з Указом Президента України Кабінет Міністрів України повинен:
1. забезпечити:
  1. вирішення питання щодо утворення адміністрації національного природного парку «Кармелюкове Поділля» та її належного функціонування;
  2. затвердження у тримісячний строк у встановленому порядку Положення про національний природний парк «Кармелюкове Поділля»;
  3. розроблення протягом 2009—2010 років та затвердження в установленому порядку Проєкту організації території національного природного парку «Кармелюкове Поділля», охорони, відтворення та рекреаційного використання його природних комплексів і об'єктів;
  4. підготовку протягом 2010 року матеріалів та вирішення відповідно до законодавства питань щодо вилучення та надання у постійне користування національному природному парку «Кармелюкове Поділля» 16518 гектарів земель, установлення меж парку;
  5. розроблення протягом 2010—2011 років проєкту землеустрою щодо відведення земельних ділянок і проєкту землеустрою з організації та встановлення меж території національного природного парку, отримання державних актів на право постійного користування земельними ділянками;
2. передбачати під час доопрацювання проєкту Закону України «Про Державний бюджет України на 2010 рік» та підготовки проєктів законів про Державний бюджет України на наступні роки кошти, необхідні для функціонування національного природного парку «Кармелюкове Поділля».

### Території природно-заповідного фонду

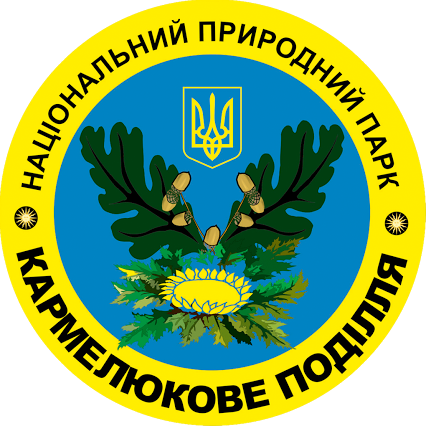
Логотип парку

Нерідко, оголошенню національного парку або заповідника передує створення одного або кількох об'єктів природно-заповідного фонду місцевого значення. В результаті, великий НПП фактично поглинає раніше створені ПЗФ. Проте їхній статус зазвичай зберігають.
До складу території національного природного парку «Кармелюкове Поділля» входять такі об'єкти ПЗФ України:
- Ботанічний заказник загальнодержавного значення «Бритавський»
- Ботанічна пам'ятка природи загальнодержавного значення «Терещуків яр»
- Ботанічна пам'ятка природи загальнодержавного значення «Ромашково»
- Ботанічний заказник місцевого значення «Вербська дача»
- Ботанічний заказник місцевого значення «Червоногреблянський»

## Галерея

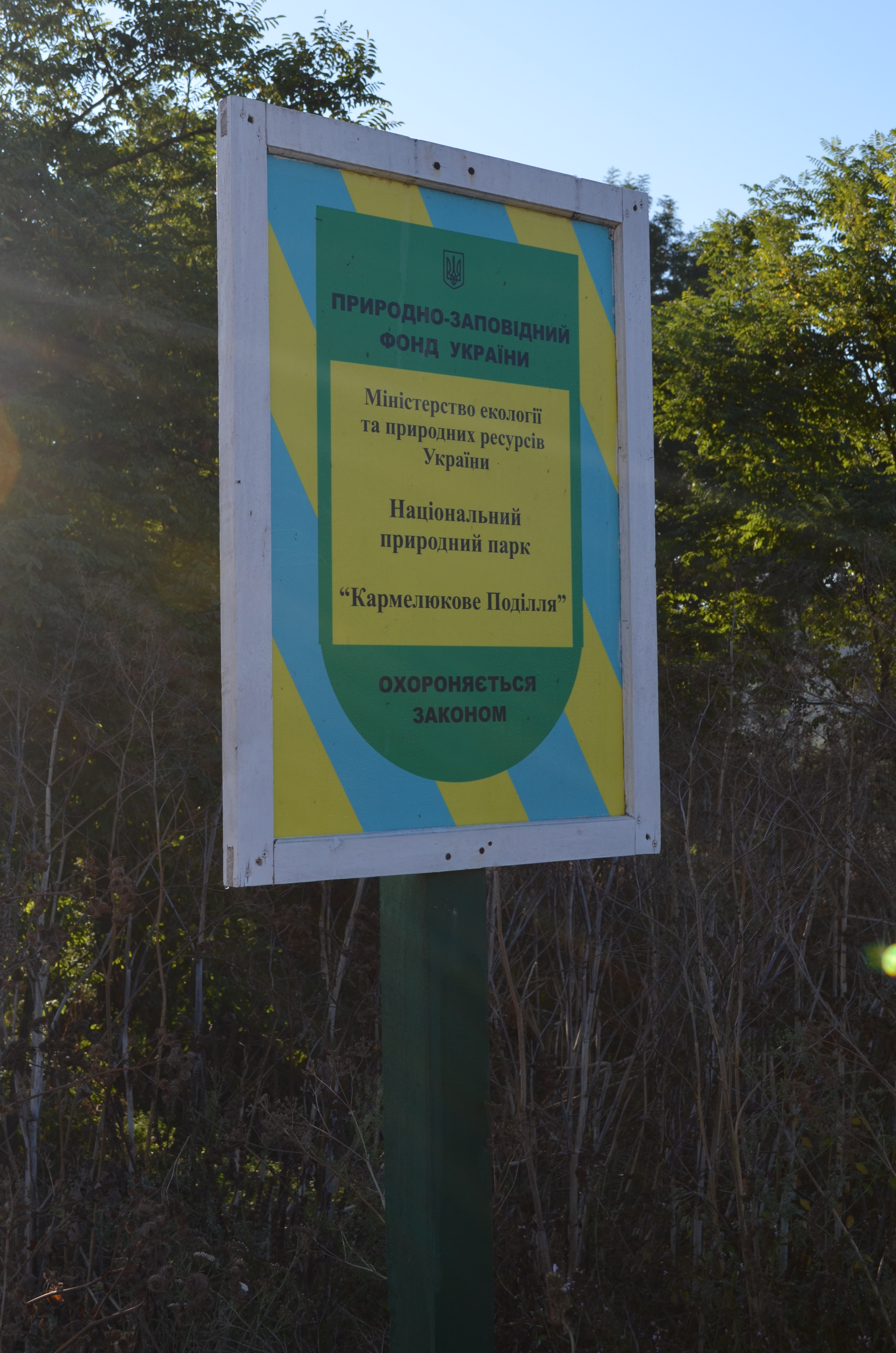
Таблиця поблизу села Луги
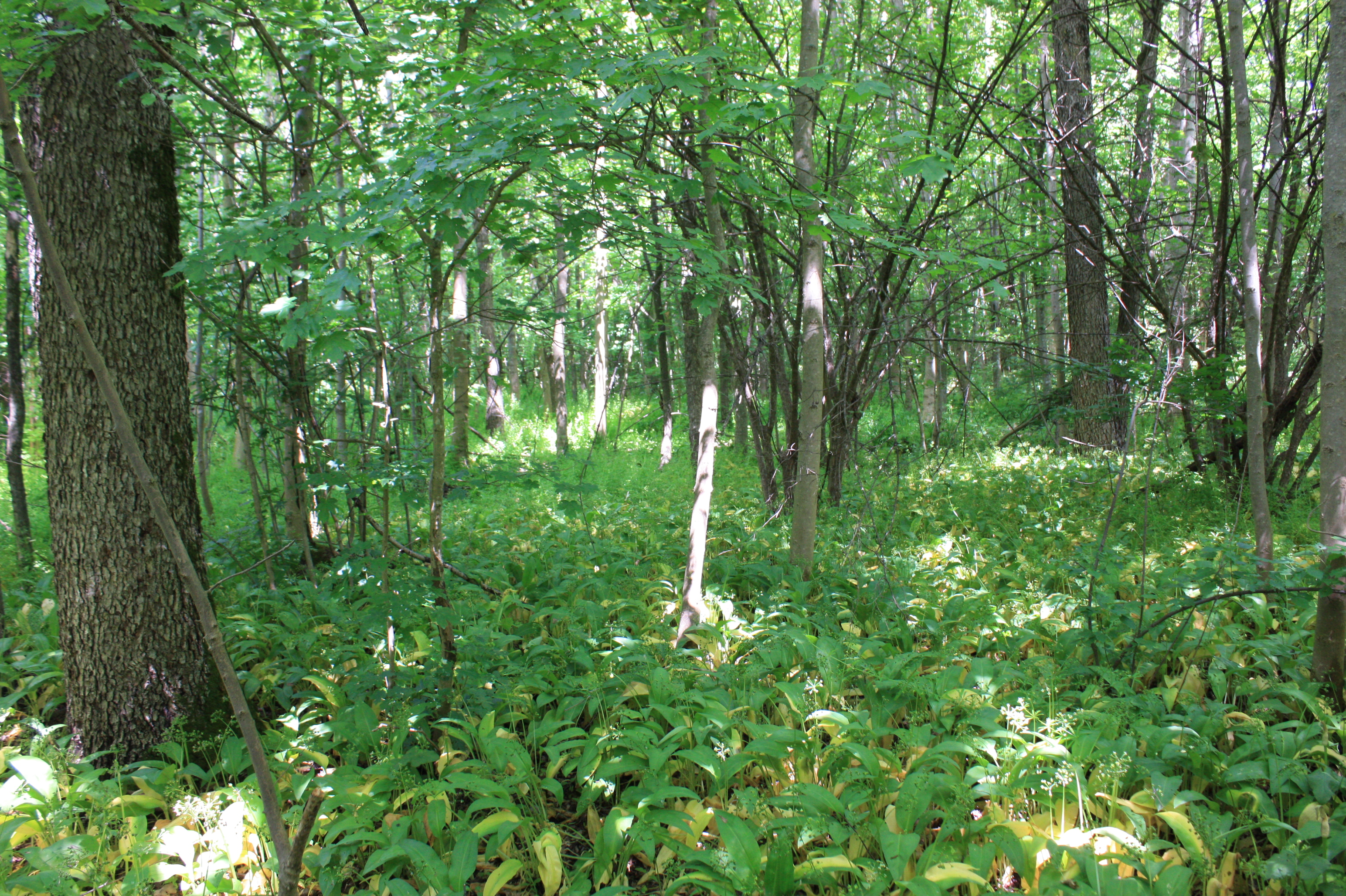
Лісові угруповання з кизилом та цибулею ведмежою
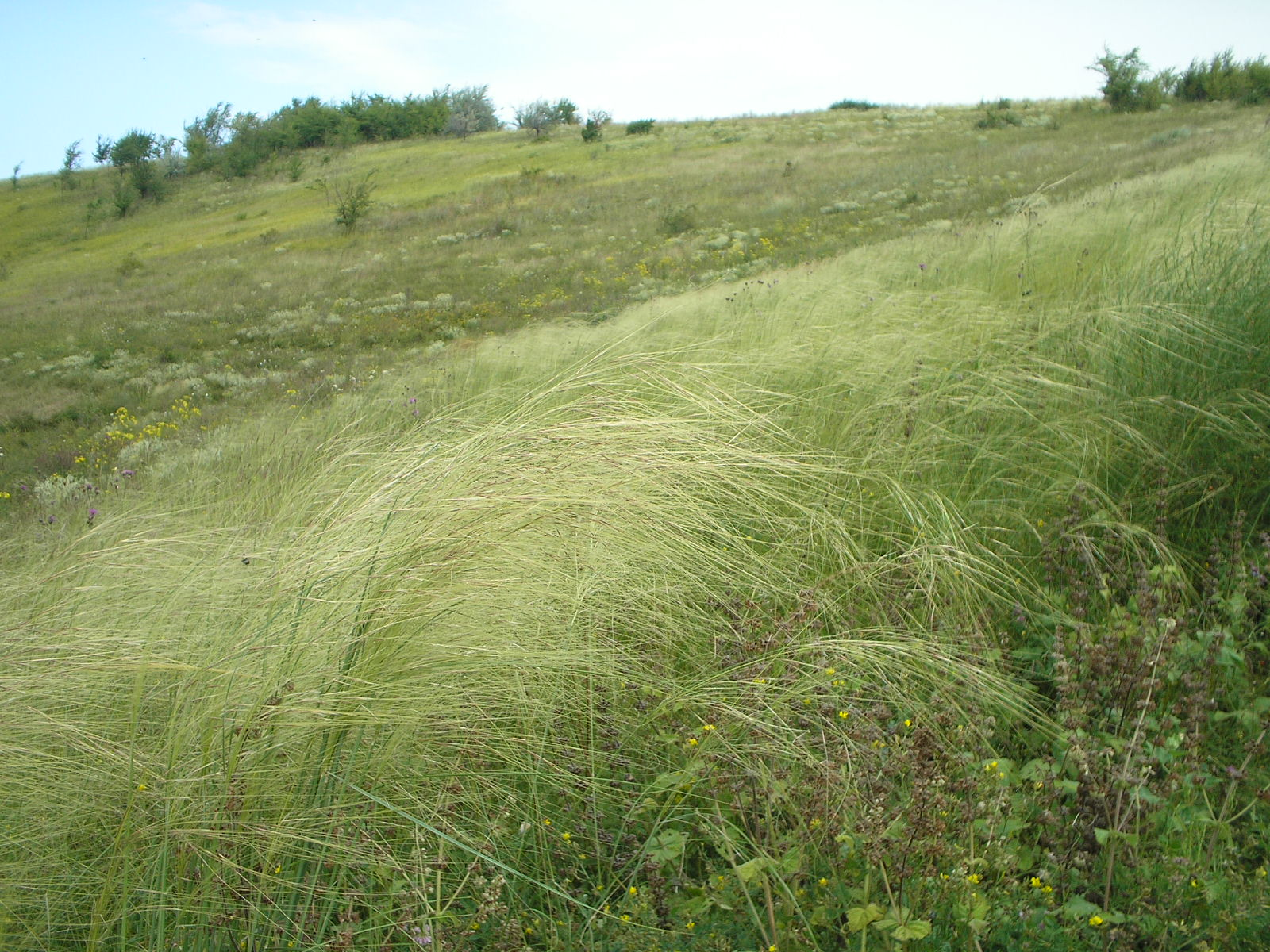
Угруповання ковили волосистої
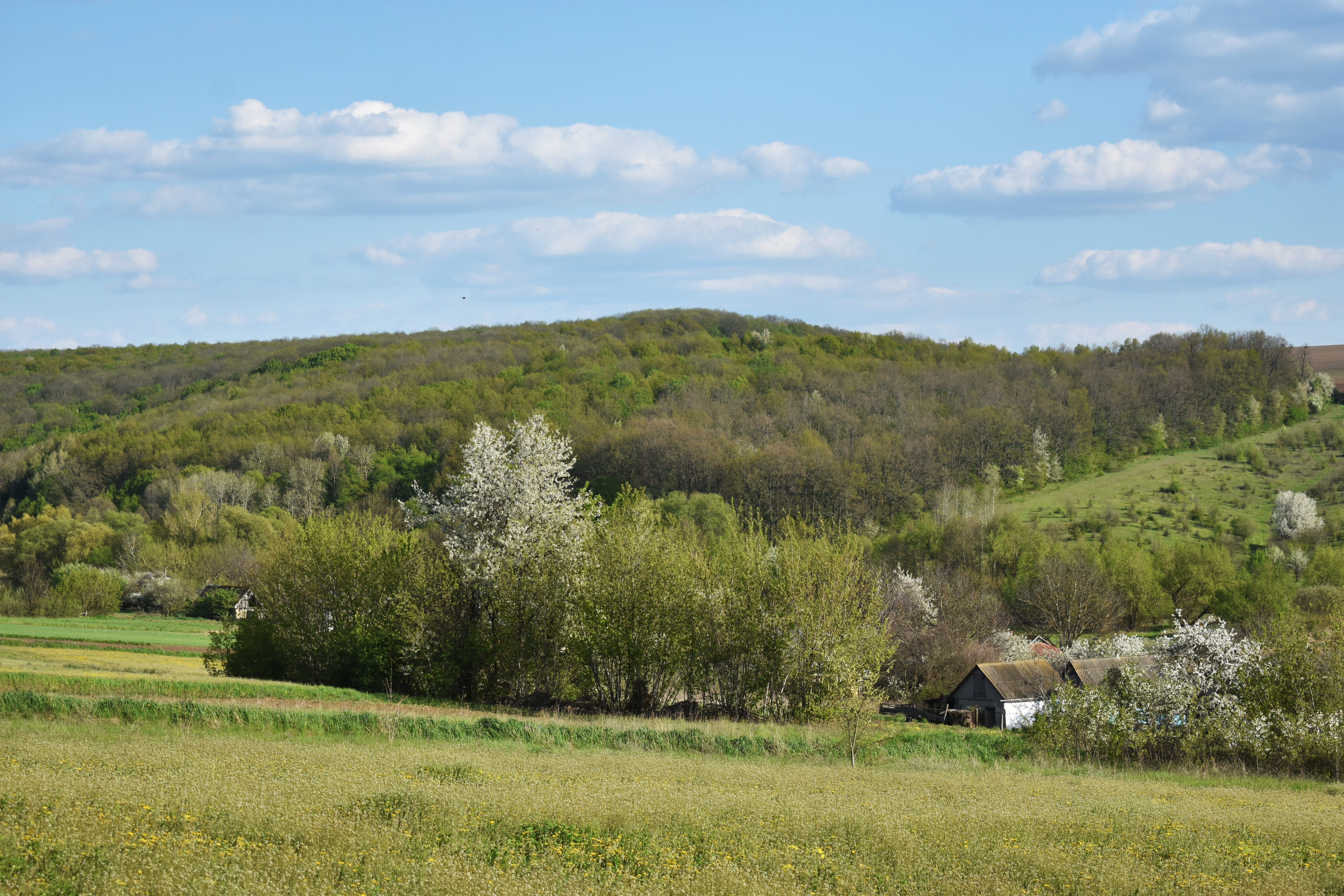
Північна околиця Парку, вигляд із села Павлівка
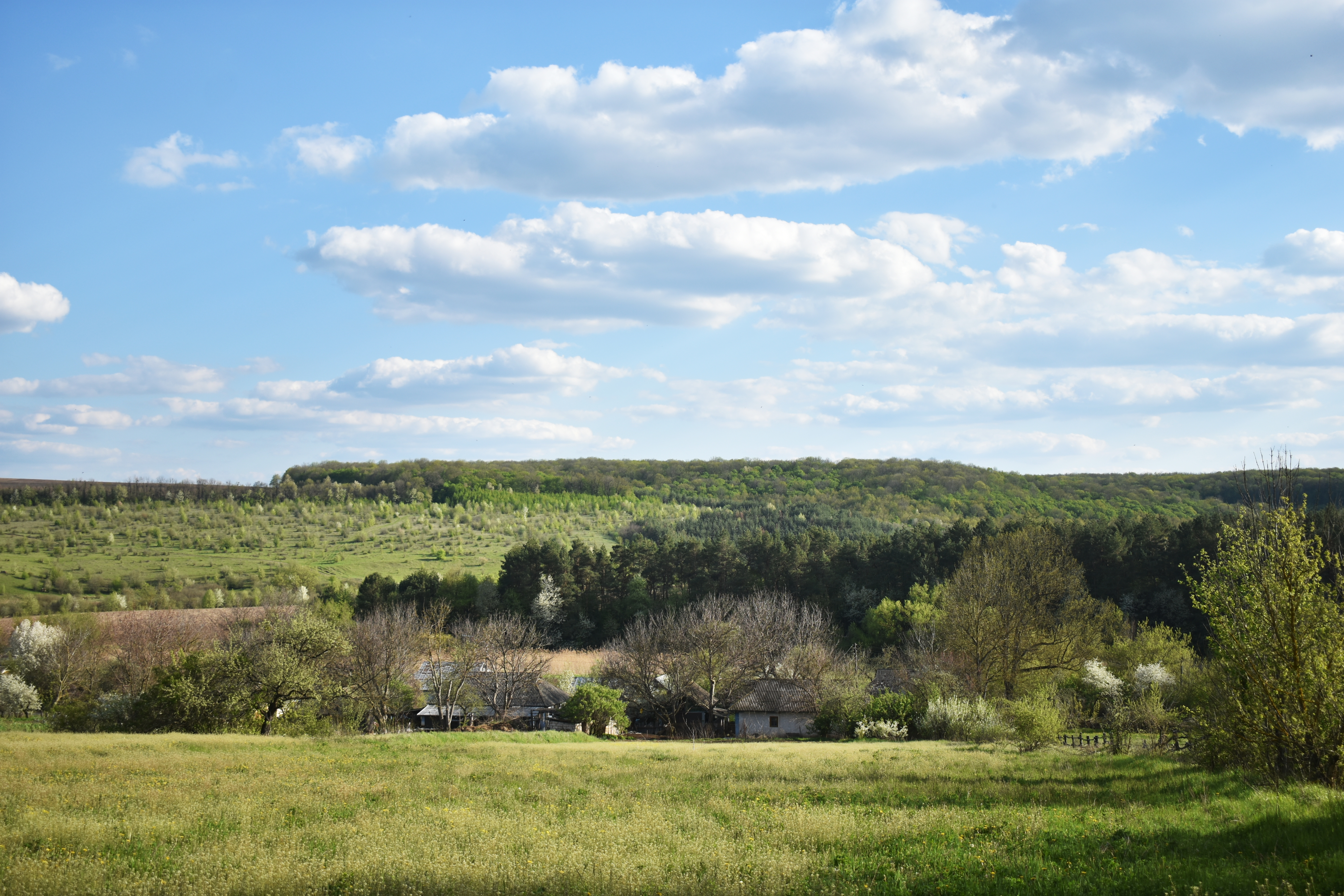
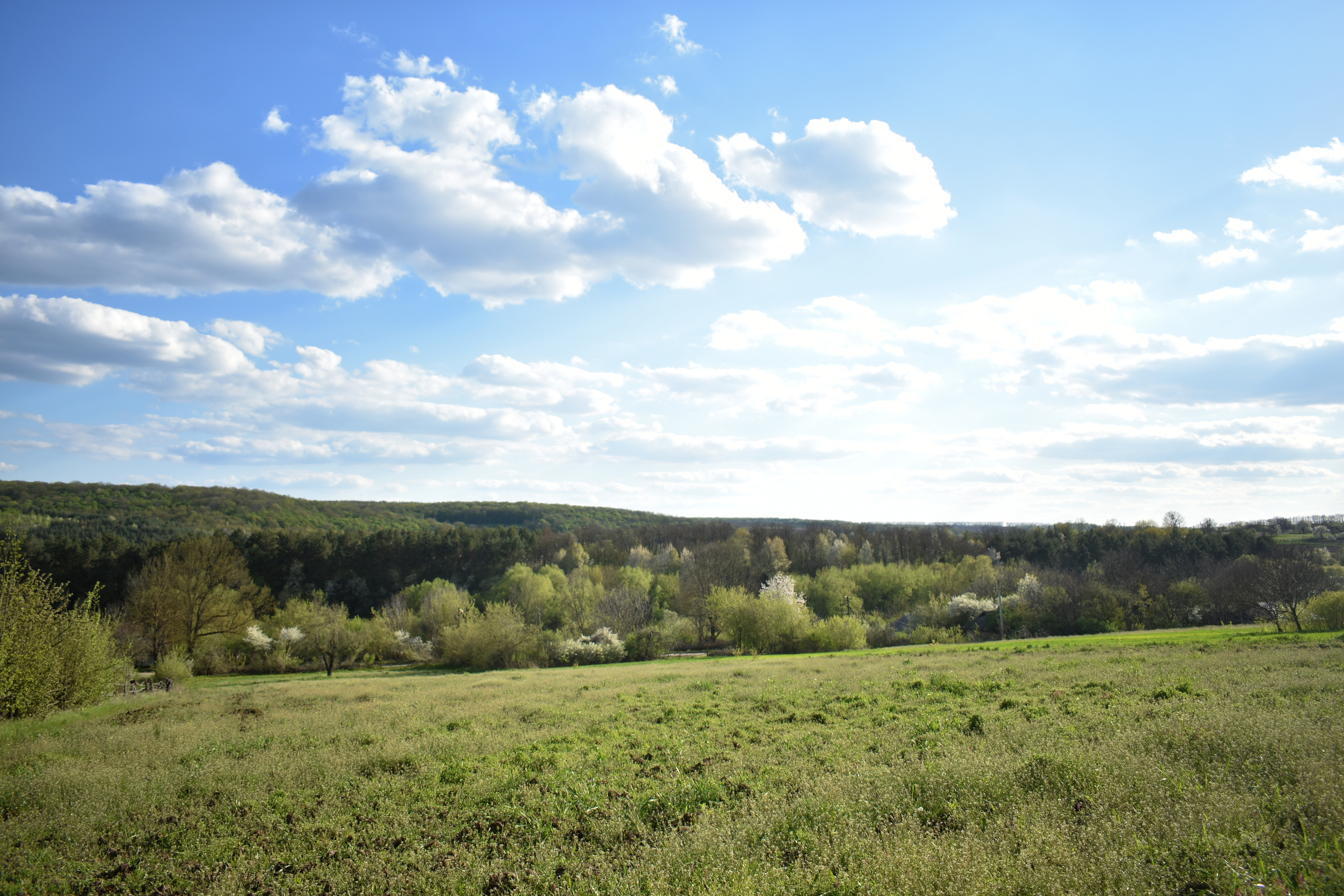
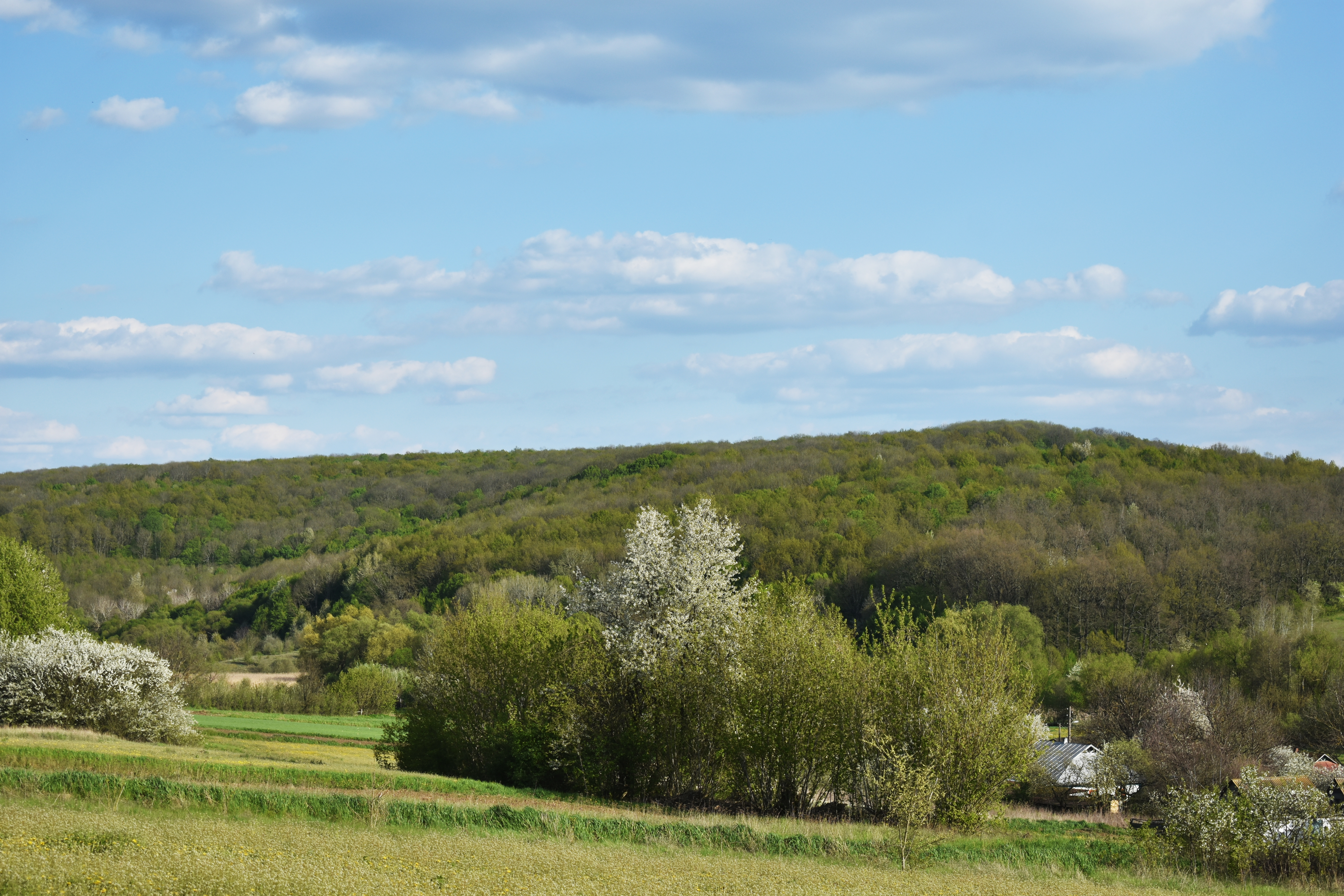
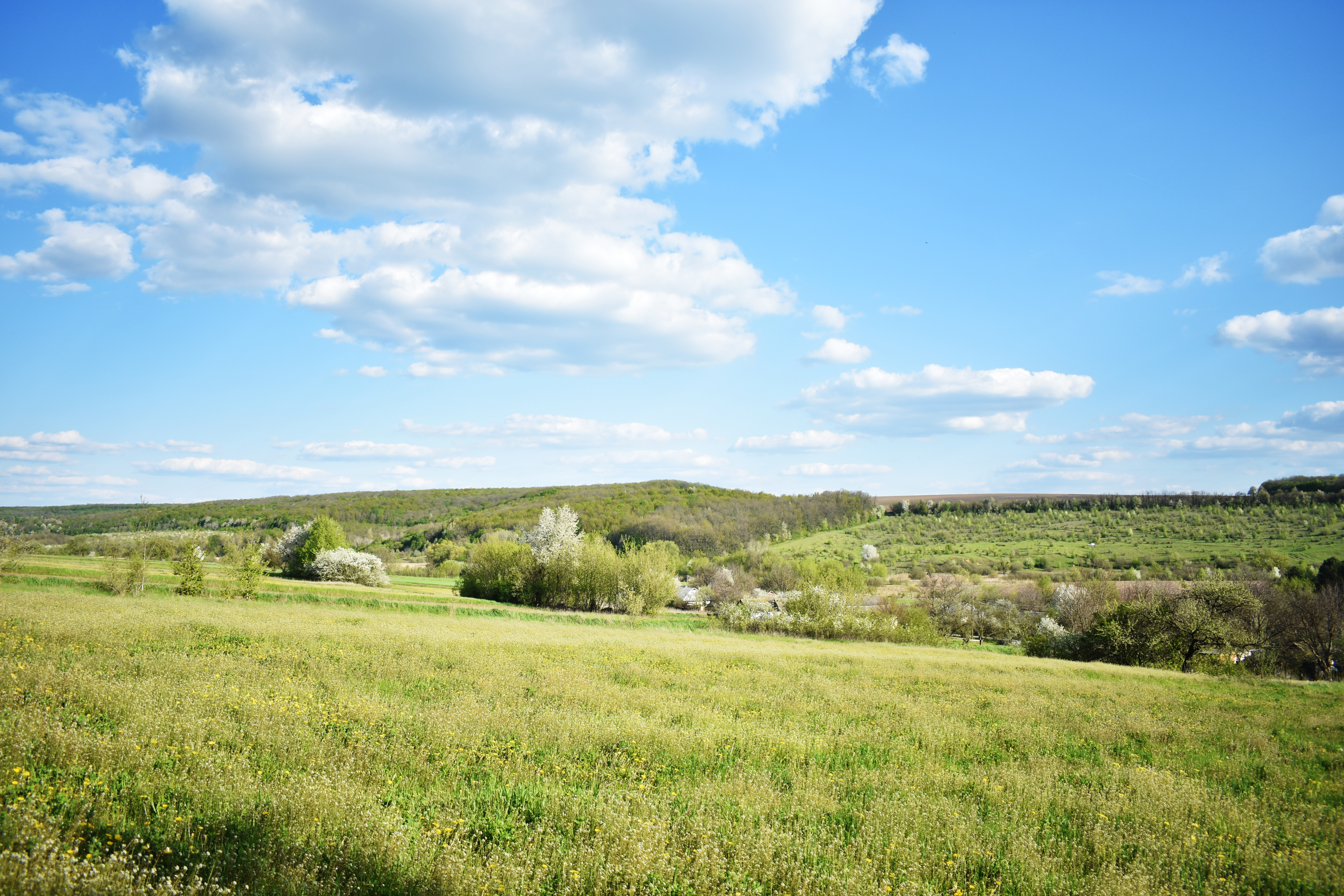